# Dasypogon maricus
Dasypogon maricus är en tvåvingeart som beskrevs av Walker 1849. Dasypogon maricus ingår i släktet Dasypogon och familjen rovflugor. Inga underarter finns listade i Catalogue of Life.